# Gesamtbedarfsmatrix
Die Gesamtbedarfsmatrix ist eine der Matrizen aus dem Gozinto-Verfahren und wird z. B. zur Materialbedarfsplanung verwendet. Die Gesamtmatrix als Planungsinstrument kommt zusammen mit dem Gozintograph als Darstellungsmethode vorwiegend in Unternehmen oder bei Prozessen vor, die eine große Zahl an Materialien und Rohteilen zu einer Vielzahl an Zwischen- und Endprodukten verarbeiten.
Die Gesamtmatrix G ergibt sich mathematisch als Inverse der Differenz von Einheitsmatrix I und Direktbedarfsmatrix D:
{\displaystyle G=(I-D)^{-1}}